# 아메리칸사모아의 기

아메리칸사모아의 기 비율 1:2

아메리칸사모아의 기는 1960년 4월 24일에 제정되었다. 파란색 바탕 오른쪽에는 빨간색 테두리를 두른 하얀색 삼각형이 그려져 있으며 삼각형 안에는 미국의 상징인 독수리가 그려져 있다.
파란색, 하얀색, 빨간색과 독수리는 아메리칸사모아가 미국의 해외 영토임을 의미한다. 독수리의 오른쪽 발톱에는 채를 잡고 있으며 왼쪽 발톱에는 곤봉을 잡고 있다. 채는 사모아인 추장들의 힘을 의미하며 곤봉은 지혜를 의미한다.

## 같이 보기
- 아메리칸사모아의 문장